# Stockton-on-the-Forest
Stockton-on-the-Forest is een civil parish in het bestuurlijke gebied City of York, in het Engelse graafschap North Yorkshire met 1214 inwoners.